# Praemunitio
Die Praemunitio (lateinisch praemunire: vorbauen; praemunitio: das Vorbauen, Vorkehrung) ist eine rhetorische Figur, mit der der Redner ein mögliches Gegenargument vorwegnimmt, um dieses im Voraus zu entkräften und so seine eigene Aussage abzusichern. Typische Formulierungen sind:
- „Man könnte einwenden, dass …, aber …“;
- „Man könnte dagegen vorbringen, dass …, aber …“;
- „Um den Einwand vorwegzunehmen, …“